# Wilhelm Loschelder
Wilhelm Loschelder (* 22. Januar 1900 in Neuss; † 17. März 1989 in Düsseldorf) war ein deutscher Jurist und Verwaltungsbeamter.

## Leben
Loschelder leistete bis 1918 Kriegsdienst. Nach dem Abitur am humanistischen Gymnasium in Neuss nahm er ein Studium der Rechtswissenschaft auf, das er 1922 mit dem Zweiten Juristischen Staatsexamen beendete. Er trat als Gerichtsassessor in den preußischen Justizdienst ein, wechselte dann in den Verwaltungsdienst und war seit 1923 Regierungsreferendar. Nach der Promotion 1926 wurde er 1927 Regierungsassessor. Als solcher arbeitete er seit 1928 im Preußischen Innenministerium. 1934 wechselte er in den Reichsdienst und war bis 1945 im Reichsministerium des Innern tätig, dort zuletzt in der Abteilung IV (Kommunalabteilung) Leiter der Unterabteilung I (Verfassung und Aufgaben der Gemeinden und Gemeindeverbände). 1930 erhielt er die Ernennung zum Regierungsrat, 1933 zum Oberregierungsrat, 1936 zum Ministerialrat und 1941 zum Ministerialdirigenten.
Loschelder war von 1946 bis 1952 Erster Beigeordneter des Deutschen Städtetages. Von 1952 bis 1962 fungierte er als Abteilungsleiter im Innenministerium des Landes Nordrhein-Westfalen, zunächst als Ministerialdirektor, von 1953 bis 1962 dann als Staatssekretär.
Er war seit 1918 Mitglied der katholischen Studentenverbindung KDStV Staufia Bonn.

## Ehrungen
- Großes Bundesverdienstkreuz
- Honorarprofessur, 1973
- Verdienstorden des Landes Nordrhein-Westfalen, 1988[1]